# Dubbel, twee
Dubbel, twee is een verzamelalbum van Boudewijn de Groot, in 1973 verschenen op dubbelelpee. Het is een vervolg op het succesvolle album Vijf jaar hits. Twintig jaar later werd dit album opnieuw uitgebracht als dubbel-cd onder de titel Vijf jaar hits deel 2. 
Naast albumtracks staan op dit album enkele nummers, die alleen op single zijn verschenen, zoals Onder ons en De Nachtwacht met Aan het einde als B-kant. De wevers van Silezië is afkomstig van het album Het oproer kraait, behorend bij het gelijknamige VARA-tv-programma, waar ook nummers van andere uitvoerenden op staan. Het nummer Heksenlied is een gezongen fragment uit Heksen-sabbath, afkomstig van het album Nacht en Ontij.

## Tracklist

### Lp/cd 1
Kant A (alleen bij lp)
1. "Apocalyps" B. de Groot/L. Nijgh - 3:34
2. "Nee, Meeuw" Donovan/H. Geelen - 2:20
3. "Draai weer bij" Donovan/H. Geelen - 2:48
4. "Een respectabel man R.Davies/H.van Hemert/B. de Groot - 2:40
5. "De wilde jager" B. de Groot/L. Nijgh - 3:54
6. "Onder ons" B. de Groot/L. Nijgh - 2:10

Kant B (alleen bij lp)
1. "Naast jou" B. de Groot/L. Nijgh - 3:33
2. "Beneden alle peil" B. de Groot/L. Nijgh - 3:09
3. "Ze zijn niet meer als toen" B. de Groot - 2:53
4. "Ken je dat land" B. de Groot/L. Nijgh - 2:35
5. "Zonder vrienden kan ik niet" B. de Groot/L. Nijgh - 1:48
6. "De wevers van Silezië" B. de Groot/H. Heine/J. van de Merwe - 2:08

### Lp/cd 2
Kant A (alleen bij lp)
1. "Picknick" B. de Groot/L. Nijgh - 3:31
2. "Ballade van de vriendinnen van één nacht" B. de Groot/L. Nijgh - 2:56
3. "De tuin der lusten" B. de Groot/L. Nijgh - 2:41
4. "Megaton" B. de Groot/L. Nijgh - 3:12
5. "Glazen stilte" B. de Groot/L. Nijgh - 2:06
6. "Tegenland" B. de Groot/L. Nijgh - 4:59

Kant B (alleen bij lp)
1. "Canzone 4711" B. de Groot/L. Nijgh - 3:28
2. "Ballade van wat beter is" B. de Groot/L. Nijgh - 2:12
3. "Babylon" B. de Groot - 2:59
4. "Heksenlied" B. de Groot/L. Duzee - 1:59
5. "De nachtwacht" B. de Groot/L. Nijgh - 3:31
6. "Aan het einde" B. de Groot/L. Nijgh - 3:23

## Trivia
- Bij de trackovergang van Megaton naar Glazen stilte op de cd is nog een stukje van het geluidseffect aan het einde van Megaton te horen aan het begin van Glazen stilte (dit is goed te horen als Glazen stilte als afzonderlijke track gedraaid zou worden).
- De trompetten die na het Heksenlied te horen zijn (en die ook bij dat nummer horen), staan niet aan het einde van die track, maar aan het begin van de track van De Nachtwacht.